# Bloco errático

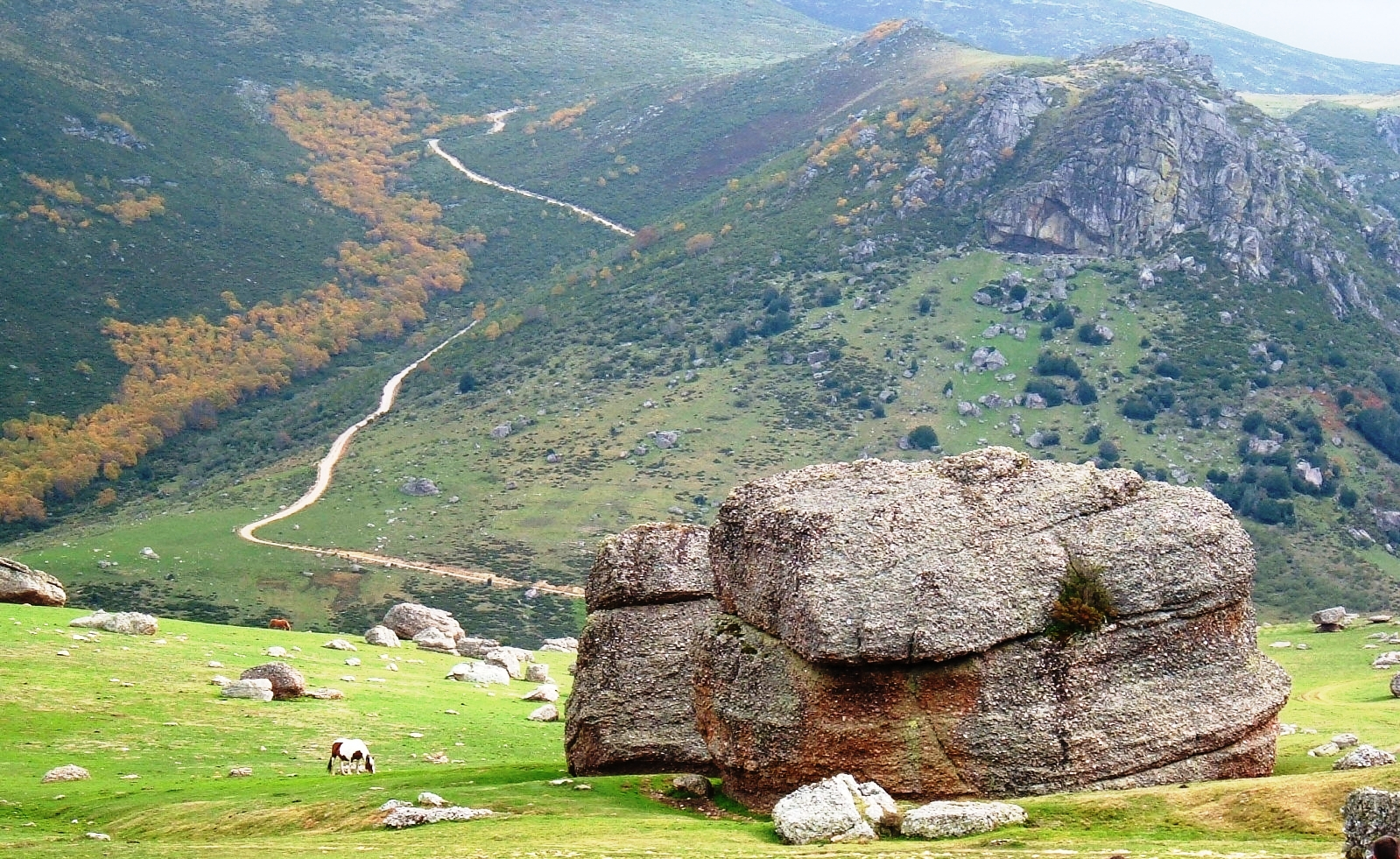
Los Cantos de la Borrica, blocos erráticos de origem glaciar em Puerto de Sejos na Cantábria (Espanha).

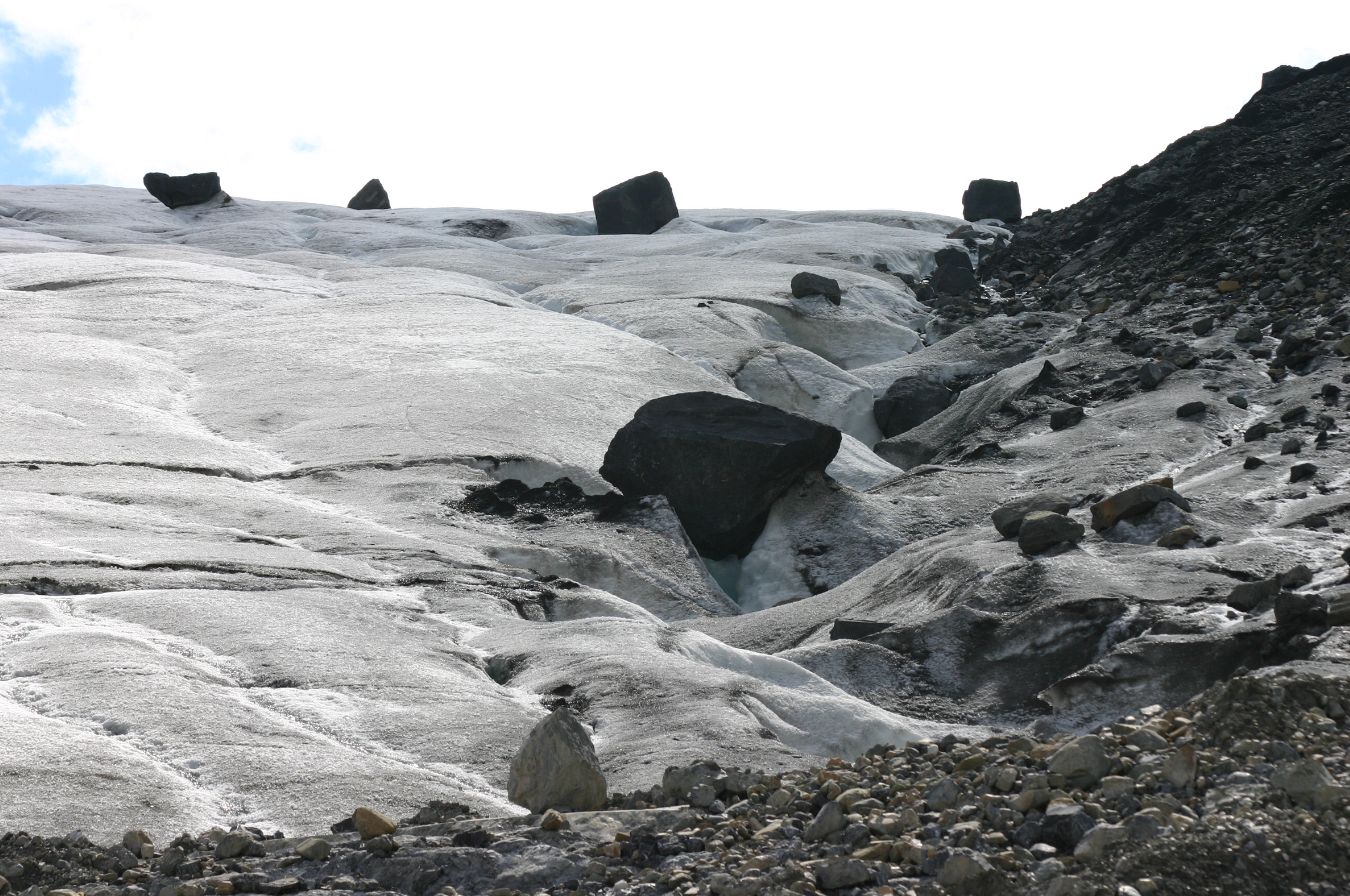
Blocos erráticos sobre o glaciar Athabasca (Parque Nacional de Jasper, Canadá)

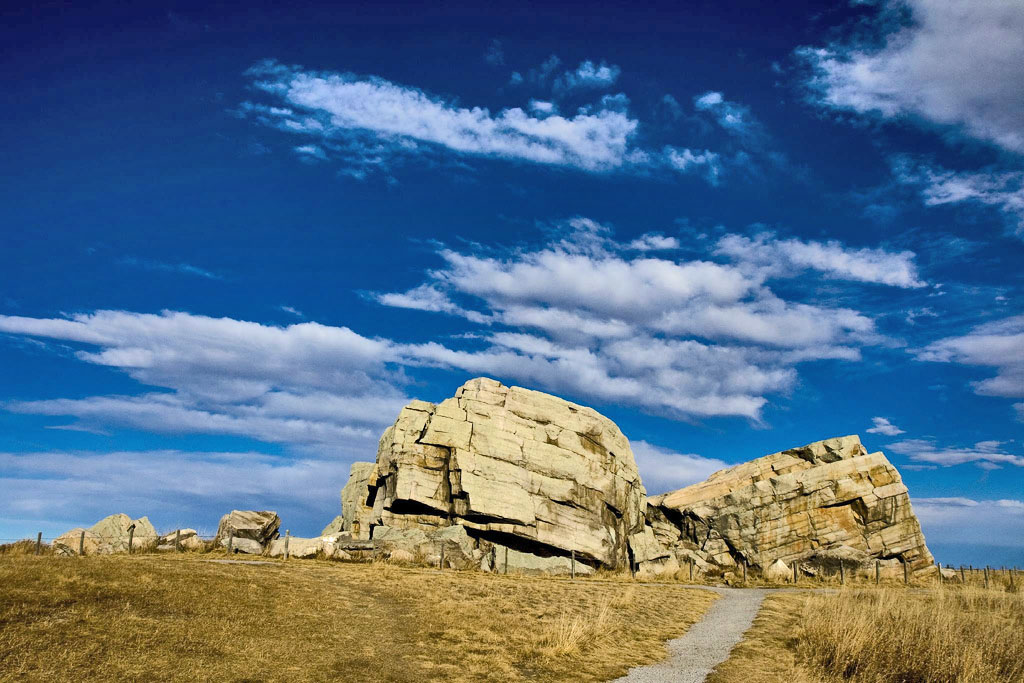
Big Rock (também conhecida como errático de Okotoks), com 15000 toneladas, 41 m de comprimento, 18 m de largura e 9 m de altura, o maior bloco errático conhecido

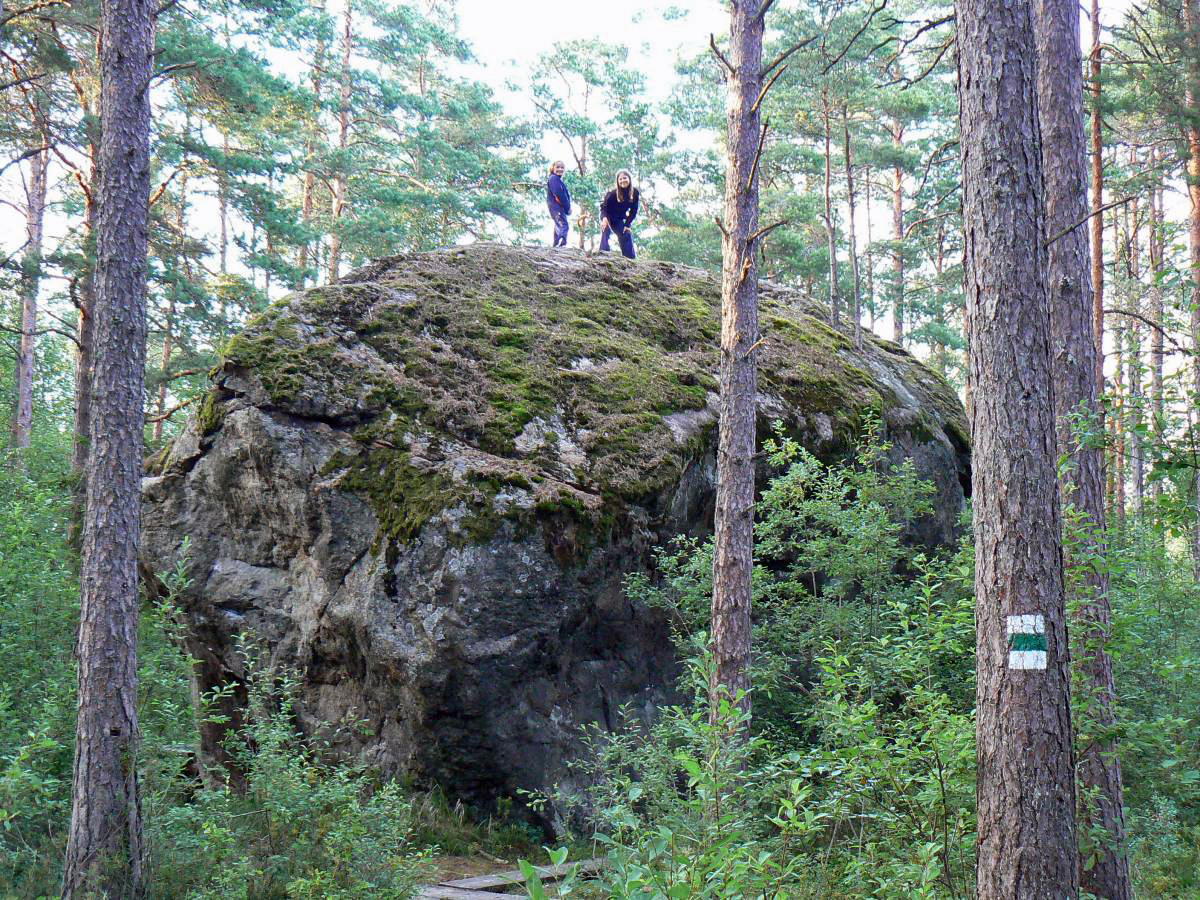
Bloque errático em Majakivi (Estónia)

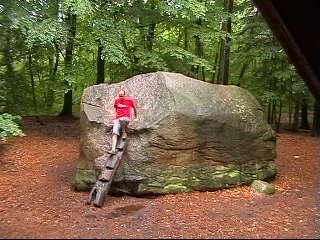
A "Giebichenstein" en Stöckse, Alemanha

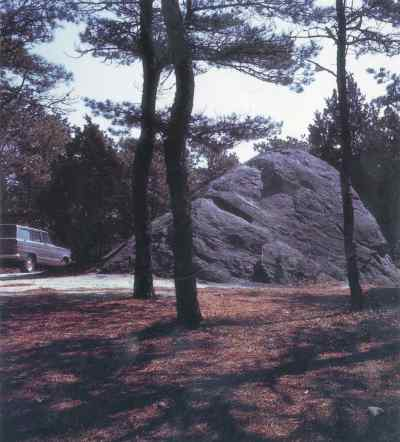
Doane Rock, na Cape Cod National Seashore

Um bloco errático pode ser definido, em geologia e geomorfologia, como uma pedra de grande tamanho, transportada em geral para lugares distantes, por glaciares  e em geral difere do tipo de rocha nativa da zona em que se situa. Os blocos erráticos devem o seu nome à palavra latina "errare" (andar, viajar), e foram transportados pelo gelo dos glaciares, por vezes em distâncias de centenas de quilómetros, ficando depositados quando o gelo derreteu. Os blocos erráticos podem também ser entendidos como grandes blocos, mais ou menos isolados, depositados por glaciares, e que se destacam na paisagem, testemunhando a existência de fenómenos glaciares na região onde se encontram.
O maior bloco errático conhecido é a Big Rock no sul de Alberta, Canadá, com 15000 toneladas, 41 m de comprimento, 18 m de largura e 9 m de altura.